# 枧槽苗族乡
枧槽苗族乡，是中华人民共和国四川省泸州市叙永县下辖的一个乡镇级行政单位。

## 行政区划
枧槽苗族乡下辖以下地区：
群英村、九龙村、观音桥村、双河村和长秧村。